# Tim Harden
Timothy M. „Tim“ Harden (* 27. Januar 1974 in Kansas City, Missouri) ist ein US-amerikanischer ehemaliger Leichtathlet, dessen Spezialdisziplin die Sprintstrecken waren.

## Sportliche Erfolge
Harden nahm an den Olympischen Spielen 1996 in Atlanta teil und gewann zusammen mit Jon Drummond, Michael Marsh und Dennis Mitchell in der 4-mal-100-Meter-Staffel die Silbermedaille hinter dem Team aus Kanada und vor Brasilien.
Auch als Einzelstarter war Harden erfolgreich: So gewann er bei Hallenweltmeisterschaften zwei Medaillen: 1999 Silber und 2001 Gold, jeweils im 60-Meter-Sprint. Bei den Hallenweltmeisterschaften 1999 musste sich Harden dabei in 6,43 s, der vierschnellsten je gelaufenen Zeit auf dieser Distanz, um nur eine Hundertstelsekunde Maurice Greene geschlagen geben.

## Doping
Wegen eines positiven Dopingtests verlor Harden 1998 seinen nationalen Hallentitel im 60-Meter-Lauf.

## Bestzeiten
- Freiluft
  - 100-Meter-Lauf – 09,92 s (1999)
  - 200-Meter-Lauf – 20,54 s (1994)
- Halle
  - 60-Meter-Lauf – 6,43 s (1999)

## Sonstiges
Bei einer Körpergröße von 1,78 m betrug Hardens Wettkampfgewicht 77 kg.